# ممرضة ثري دي
ممرضة ثري دي (بالإنجليزية: Nurse 3D)‏، هو الفيلم الرعب والكوميدي بصورة الثلاثي الأبعاد. الفيلم من إخراج دوجلاس ارنيوكوسكي. وبطولة كوربن بلو، كاترينا بودين، دي لا باز هويرتا. الفيلم مستوحى من التصوير (في الصورة على اليمين) من شركة يونزجيت للأعلان ، ومدة مكان الإنتاج من سبتمبر إلى أكتوبر 2011. وسوف يتم عرض الفيلم في 7 فبراير 2014.

## القصة
دي لا باز هويرتا بدور (آبي راسيل) وهي ممرضة مخصصة تعمل أثناء النهار، ولكن بحلول الليل تظهر آبي بجانبها الحقيقي تذهب للخارج وتقتل الرجال. وأنها تستخدم في حياتها الجنسية لإغراء الرجال والغش لموتهم بوحشية.

## طاقم التمثيل
- (باز دي لا هويرتا) بدور (آبي راسيل) وهي الممرضة الجميلة المخصصة مع الجانب الشرير، تعمل حياتها السرية في الأهداف والتي كانت تعاقب الرجال الشرفاء.[5]
- (كوربن بلو) بدور (ستيف) وهو صديق داني وهو أيضا مسعف ويعمل في المستشفى والذي «يصبح ضحية من ضحايا آبي القاتلة».[8]
- (كاترينا بودين) بدور (داني) وهي صديقة ستيف.[5]
- (بوريس كودجو).[9]
- (آدم هيرشمان).[9]
- (نيل ماكدونو).[9]
- (نايسي ناش).[9]
- (نك تورتورو).[9]

## الإنتاج
في 15 أبريل 2011، وقع دوجلاس ارنيوكوسكي على شركة يونزجيت، وهو (الثاني لمدير وحدة ريزدنت إيفل: إكستنشن) لمباشرة. وقد كتب السيناريو عن طريق ديفيد لوفري. بدأ التصوير الفوتوغرافي الرئيسي في تورونتو في 6 سبتمبر، ويتوقع أن التفاف في 21 أكتوبر 2011.
وسوف يتم عرض الفيلم لأول مرة في الولايات المتحدة الأمريكية بتاريخ 7 فبراير 2014